# Sơn Điện
Sơn Điện là một xã thuộc tỉnh Thanh Hóa, Việt Nam.

## Địa lý
Xã Sơn Điện nằm ở vùng cao phía tây bắc tỉnh Thanh Hóa, có vị trí địa lý:
- Phía tây giáp xã Mường Mìn
- Phía bắc giáp các xã Mường Mìn, Sơn Thủy, Thiên Phủ
- Phía đông giáp các xã Quan Sơn, Tam Lư
- Phía nam giáp xã Tam Thanh và nước Lào.

Xã Sơn Điện có diện tích tự nhiên 94,37 km², quy mô dân số năm 2024 là 5.002 người, mật độ dân số đạt 53 người/km².
Sông Luồng chảy qua địa bàn xã Sơn Điện. Xã là địa phương có quốc lộ 217 đi qua.

## Lịch sử
Trước Cách mạng tháng Tám năm 1945, địa bàn ngày nay của xã Sơn Điện thuộc xã Trịnh Điện, là một phần của mường Mìn, tổng Hữu Sơn, châu Quan Hóa.
Sau Cách mạng tháng Tám, xã Sơn Điện có địa giới tương ứng với 2 xã Trịnh Điện, Trịnh Sơn của tổng Hữu Sơn (ngày nay là các xã Sơn Điện, Mường Mìn). Ngày 28 tháng 2 năm 1950, xã Sơn Điện hợp nhất với xã Sơn Thủy thành xã mới có tên là Sơn Thủy, thuộc huyện Quan Hóa.
Theo Quyết định số 30-CP ngày 6 tháng 3 năm 1963 của Hội đồng Chính phủ, xã Sơn Thủy được chia thành 2 xã: Sơn Thủy, Sơn Điện. Xã Sơn Điện có 9 chòm: Ban, Bơn, Chiền Mìn, Còm Bun, Ngàm, Nhái, Tân Sơn, Xùa, Yêu.
Ngày 18 tháng 11 năm 1996, xã Sơn Điện chuyển sang trực thuộc huyện Quan Sơn mới thành lập.
Ngày 5 tháng 8 năm 1999, Chính phủ ban hành Nghị định số 65/1999/NĐ-CP (có hiệu lực từ ngày 20 tháng 8 cùng năm). Theo đó, tách phần phía tây của xã Sơn Điện để thành lập xã Mường Mìn; xã Sơn Điện còn lại 10.355 ha và 4.287 người.
Năm 2018, xã Sơn Điện có 11 bản. Ngày 11 tháng 7 cùng năm, Hội đồng nhân dân tỉnh Thanh Hóa khóa XVII thông qua Nghị quyết về việc sắp xếp thôn, tổ dân phố trên địa bàn tỉnh. Theo đó, nhập bản Na Phường và bản Sủa thành bản Xuân Sơn; xã Sơn Điện còn 10 bản.
Ngày 16 tháng 6 năm 2025, huyện Quan Sơn bị giải thể do bỏ cấp huyện; xã Sơn Điện chính thức là đơn vị hành chính trực thuộc tỉnh Thanh Hóa từ ngày 1 tháng 7 năm 2025.

## Hành chính
Xã Sơn Điện có 10 bản: Ban, Bun, Na Hồ, Na Lộc, Na Nghịu, Ngàm, Nhài, Tân Sơn, Xa Mang, Xuân Sơn.